# Zeth Höglund
Pour les articles homonymes, voir Höglund.
Carl Zeth « Zäta » Konstantin Höglund, né à Göteborg le 29 avril 1884 et mort à Stockholm le 13 août 1956, est un journaliste, militant communiste et anti-militariste suédois. Il fit plusieurs séjours en Russie soviétique et fut l'un des fondateurs du mouvement communiste suédois, élu au comité exécutif de l'Internationale communiste en 1922. Il fut maire de Stockholm de 1940 à 1950.

## Jeunesse

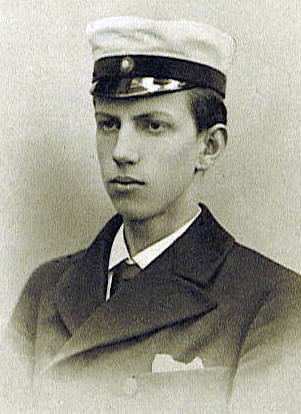
Höglund, en tenue d'étudiant, en 1902

Zeth Höglund grandit dans une famille de petits commerçants de Göteborg. Son père, Carl Höglund, vendait du cuir avant de devenir cordonnier. Zeth était le benjamin de dix enfants. Il était le seul garçon, vivant avec neuf grandes sœurs. Bien que religieux, ses parents n'appréciaient pas le comportement de la hiérarchie ecclésiastique. Zeth Höglund devait devenir athée.
Dès ses études secondaires, il se considéra comme socialiste et, délaissant les manuels scolaires, il se plongea dans la lecture des socialistes allemands (Karl Marx, Ferdinand Lassalle, Wilhelm Liebknecht) et suédois (Axel Danielsson (sv) et Hjalmar Branting). Il s'intéressa aussi aux œuvres de Nietzsche et d'August Strindberg. Son diplôme en poche, Zeth Höglund fut embauché, en 1902, par le quotidien libéral Göteborgs Posten. Parallèlement, il commença des études d'histoire, de sciences politiques et de littérature à l'université de Gothenburg. Il y rencontra Fredrik Ström (sv), son aîné de quatre ans, un socialiste radical avec lequel il noua une amitié durable. Ils prirent tous les deux la parole, lors de la manifestation du Premier mai 1903, en faveur de la journée de huit heures, à l'invitation du parti social-démocrate.
Pendant l'été 1903, Höglund et Ström visitèrent Paris, curieux de voir la ville où s'était produite la grande Révolution française de 1789. Ils y assistèrent à plusieurs meetings socialistes et y entendirent Jean Jaurès. Ils écrivirent des articles pour la presse suédoise dont certains furent publiés. Ils souhaitaient rester à Paris, mais faute d'argent, l'hiver venu, ils durent rentrer en Suède.

## Un militant socialiste et anti-militariste
Zeth Höglund rejoignit le parti social-démocrate suédois en 1904 et prit la direction de son mouvement de jeunesse. Il écrivit un article intitulé : « Faisons de la social-démocratie suédoise la plus puissante du monde. »
En 1905, il défendit vigoureusement le droit à l'indépendance de la Norvège. Contre la bourgeoisie suédoise qui se préparait à soumettre la Norvège par la force, il rédigea un manifeste intitulé Bas les armes ! dans lequel il appelait les travailleurs suédois, en cas de guerre avec les Norvégiens, à retourner leurs armes contre la classe dominante. La guerre fut finalement évitée et la Norvège obtint son indépendance mais Höglund fut poursuivi pour son agitation anti-militariste et condamné à six mois de prison, qu'il effectua en 1906. Le prisonnier reçut l'éloge de nombreux socialistes européens, dont Karl Liebknecht et Lénine. 
En novembre 1912, Höglund participa avec ses camarades suédois Hjalmar Branting et Ture Nerman, au congrès extraordinaire de Bâle convoqué par l'Internationale socialiste à la suite du déclenchement des guerres balkaniques. Tous les partis socialistes européens s'y prononcèrent contre la guerre et promirent d'agir pour empêcher toute guerre future. De retour en Suède, il écrivit un manifeste anti-militariste qui reprochait au gouvernement suédois de dépenser toutes les ressources du pays pour l'armée alors même que les travailleurs vivaient dans la misère. Il lança le slogan « Pas une couronne, pas un öre, pour le militarisme ! »

## La Première Guerre mondiale et Zimmerwald
En 1914, Höglund obtint un siège à la chambre basse du Riksdag. Il y tint des discours radicaux contre le capitalisme, la guerre et la monarchie suédoise. Si Hjalmar Branting manifestait sa désapprobation, un nombre croissant de jeunes socialistes voyait en Höglund un meneur à suivre. 
Zeth Höglund et Ture Nerman représentèrent les socialistes suédois et norvégiens à la conférence de Zimmerwald, en 1915. Ils y rencontrèrent les futurs dirigeants de la révolution russe et se rapprochèrent des bolchéviks. Höglund accepta, au nom de l'Organisation de la jeunesse socialiste suédoise de donner un peu d'argent à Lénine et aux bolchéviks.
Bien que la Suède soit un pays neutre, la propagande anti-guerre d'Höglund le conduisit une nouvelle fois en prison, pour trahison. Pendant qu'il était incarcéré à la prison de Långholmen de Stockholm, sa femme donna naissance à leur seconde fille. En avril 1917, de passage en Suède lors de son retour d'exil en Russie, Lénine ne put rencontrer Höglund en prison mais lui fit parvenir ses meilleurs vœux. Il fut libéré le 6 mai 1917, après treize mois d'emprisonnement. Le jour même, Höglund prit la parole devant plusieurs milliers de personnes venues l'entendre parler de la paix, du socialisme et de la révolution.

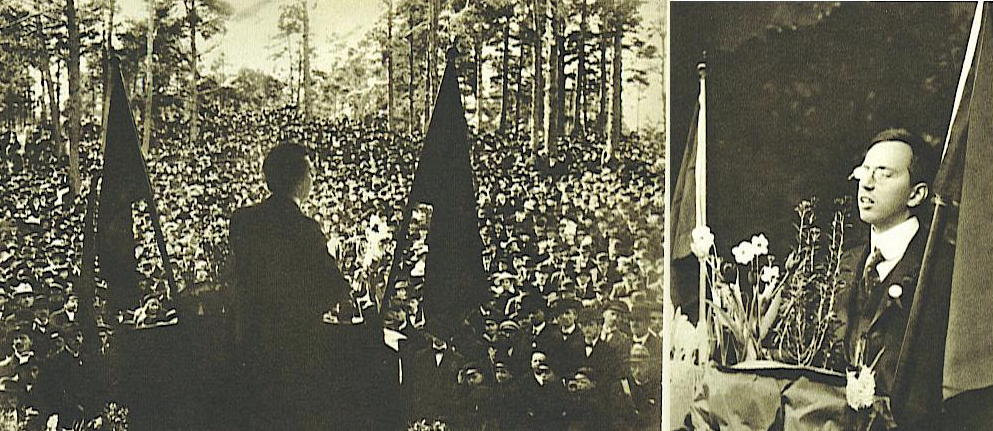
Zeth Höglund s'adressant aux travailleurs de Stockholm le jour de sa libération.

## La naissance du mouvement communiste suédois
Principal opposant au réformisme de Branting, disposant depuis 1916 d'un journal, le Folkets Dagblad Politiken ouvrant ses colonnes aux bolchéviks, influencé par Karl Radek et Boukharine qui vivaient en Suède, Höglund fut exclu avec l'aile gauche du parti social-démocrate en 1917. Les exclus constituèrent un Parti social-démocrate suédois de gauche qui soutint les bolchéviks russes et se donna pour tâche de militer en faveur d'une révolution communiste en Suède. Ce groupe fut à l'origine du parti communiste de Suède (SKP).
En décembre 1917, Höglund et Karl Kilbom (sv) se rendirent à Petrograd pour y exprimer leur soutien à la révolution soviétique. Ils rencontrèrent Lénine et prirent la parole devant la foule, Alexandra Kollontaï assurant la traduction. Zeth Höglund resta en Russie jusqu'au printemps 1918, visitant le pays et écrivant des articles pour la presse communiste suédoise. Sur le chemin du retour, il rencontra en Finlande les chefs communistes qui devaient bientôt être vaincus dans la guerre civile finlandaise.
Höglund ne put participer personnellement aux deux premiers congrès de l'Internationale communiste. Mais il dépensa beaucoup d'énergie pour convaincre ses camarades de rejoindre le Comintern. Il assista au troisième congrès, à Moscou, en 1921, et milita en faveur de l'acceptation des vingt-et-une conditions. Les membres du parti suédois qui les refusaient quittèrent le mouvement ou furent exclus, dont Carl Lindhagen.
Élu au comité exécutif de l'Internationale en 1922, Höglund quitta le parti communiste suédois en 1924 pour protester contre le contrôle qu'il jugeait excessif de l'Internationale par les Russes. Il créa sa propre organisation communiste avant de rejoindre, en 1926, le parti social-démocrate suédois dont il anima l'aile gauche. Il continua de se proclamer communiste jusqu'à sa mort, en 1956, défendant les idées d'origine de Lénine et de Trotsky contre le stalinisme. La rue qui portait son nom à Léningrad fut débaptisée à l'époque stalinienne.
Zeth Höglund fut maire social-démocrate de Stockholm de 1940 à 1950.

## Œuvres
- Zeth Höglund est l'auteur d'une biographie en deux volumes de Hjalmar Branting.
- Son autobiographie intitulée Minnen i fackelsken (Memories in Torch Light) comprend trois volumes : Première partie Jours de gloire, 1900-1911, Deuxième partie De Branting à Lénine, 1912 - 1916, et Troisième partie Les années révolutionnaires, 1917 – 1921.
- Sa fille, Gunhild Höglund, a écrit un quatrième volume intitulé Moscou, aller et retour, publié en 1960.